# Katastrofa lotu Aerofłot 1491
Katastrofa lotu Aerofłot 1491 – katastrofa lotnicza, która wydarzyła się 18 maja 1972 roku w okolicach Charkowa, położonego we wschodniej części Ukrainy (wówczas Ukraińskiej SRR). W wyniku katastrofy samolotu Antonow An-10 należącego do linii lotniczych Aerofłot, śmierć poniosły 122 osoby (114 pasażerów i 8 członków załogi) – wszyscy na pokładzie.
Antonow An-10 (nr rej. CCCP-11215) odbywał lot z Moskwy (z lotniska Wnukowo) do Charkowa. Feralnego dnia, kapitanem samolotu był Władimir Wasilcow, a drugim pilotem był Andriej Burkowski. W trakcie podchodzenia do lądowania, na wysokości 1,5 kilometra, od samolotu oderwały się skrzydła. Kadłub samolotu runął na gęsto zalesiony teren kilka kilometrów od lotniska w Charkowie. Nie przeżył nikt spośród 122 osób przebywających na pokładzie.
Przyczyną katastrofy było zmęczenie materiału. Po katastrofie, linie Aerofłot zdecydowały się wycofać z użytku wszystkie samoloty An-10.  
Była to największa katastrofa lotnicza pod względem liczby ofiar w historii Ukrainy do czasu zderzenia dwóch samolotów pasażerskich nad Dnieprodzierżyńskiem w sierpniu 1979 roku, w którym zginęło 178 osób.